# 깃카와 쓰네타케

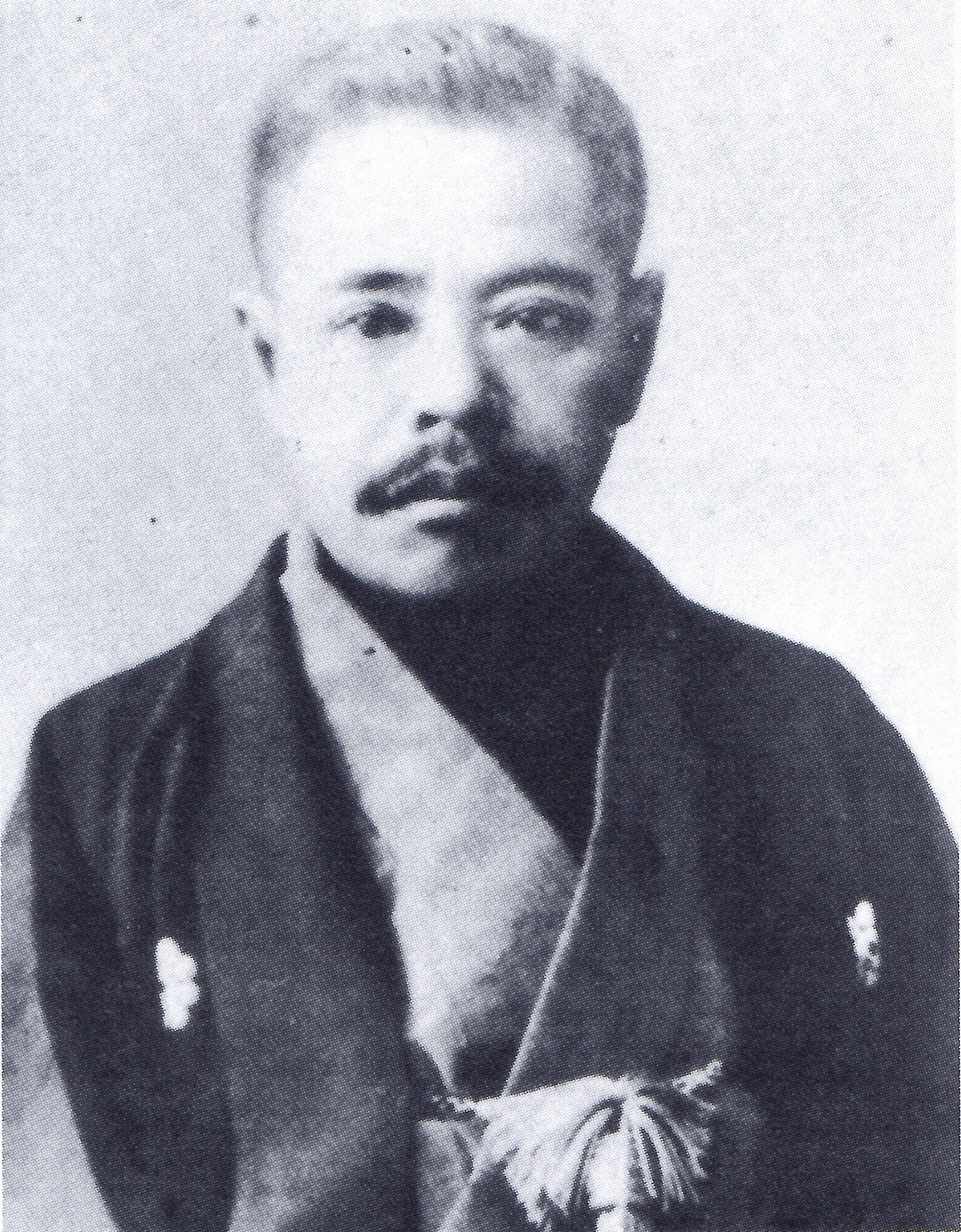
깃카와 쓰네타케 자작

깃카와 쓰네타케(吉川経健)는 스오 이와쿠니번 제2대 번주를 지냈다. 제국 시대에는 화족으로 남작이 되었으며 몇년 후 자작으로 승작되었다.
|  | 제1대 깃카와 자작가 당주 1891년 ~ 1909년 | 후임 깃카와 모토미쓰 |

|  | 깃카와 남작가 당주 1884년 ~ 1891년 | 후임 자작으로 승작 |

| 전임 깃카와 쓰네마사 | 아키 깃카와가 당주 1867년 ~ 1909년 | 후임 깃카와 모토미쓰 |